# 1913 en architecture
| Années de l'architecture : 1910 - 1911 - 1912 - 1913 - 1914 - 1915 - 1916    |
| Décennies de l'architecture : 1880 - 1890 - 1900 - 1910 - 1920 - 1930 - 1940 |

Cet article présente les faits marquants de l'année 1913 en architecture.

## Réalisations
- 11 février : Grand Central Station a été reconstruite et rouvre à New York.

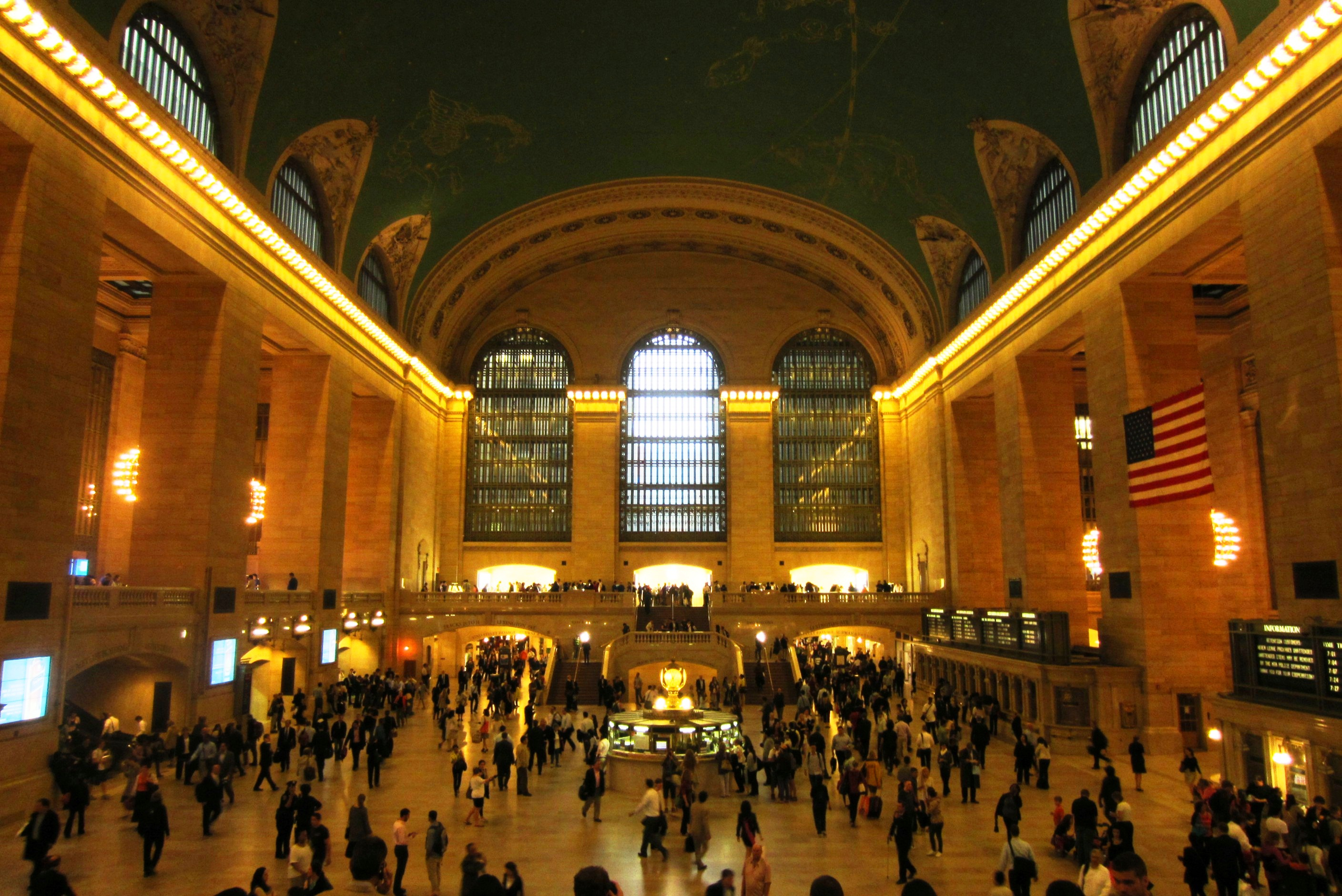
Hall principal de Grand Central Station en 2012.

- 24 avril : le Woolworth Building dessiné par Cass Gilbert ouvre à New York.

- Saardom, église du Saint-Sacrement à Dillingen en Allemagne.

- Église orthodoxe à Toyohashi au Japon.

## Récompenses
- Royal Gold Medal : Reginald Blomfield.
- Prix de Rome : Roger Seassal premier grand prix, Gaston Castel second grand prix.

## Naissances
- 29 mars : Georges Candilis († 10 mai 1995).
- 8 août : Jean Duthilleul († 19 janvier 2010).
- 4 septembre : Kenzō Tange († 22 mars 2005).
- 20 octobre : Alejandro de la Sota († 14 février 1996).
- 2 novembre : Erik Rasmussen († 29 août 1998).

## Décès
- John Belcher (° 1841).